# 凱西 (伊利諾伊州)
凱西（英語：Casey）是一個位於美國伊利諾伊州克拉克縣和坎伯蘭縣的城市。

## 地理
凱西的座標為39°17′58″N 87°59′24″W / 39.29944°N 87.99000°W，而該地的平均海拔高度為197米（即646英尺）。

## 人口
根據2010年美國人口普查的數據，凱西的面積為5.53平方千米，當中陸地面積為5.53平方千米，而水域面積為0.00平方千米。當地共有人口2762人，而人口密度為每平方千米499.46人。